# Empedomorpha empedoides
Empedomorpha empedoides är en tvåvingeart som först beskrevs av Alexander 1916.  Empedomorpha empedoides ingår i släktet Empedomorpha och familjen småharkrankar. Inga underarter finns listade i Catalogue of Life.